# Інститут космічних досліджень Саудівської Аравії
Інститут космічних досліджень — наукова установа у складі Міста науки й технологій короля Абдул-Азіза в Ер-Ріяді в Саудівській Аравії. Інститут спеціалізується на прикладних дослідженнях і реалізації проєктів у галузі космічних і авіаційних наук.

## Адміністративний поділ
До складу інституту входять чотири центри:
- Центр цифрових досліджень проводить наукові та прикладні дослідження в гідродинаміці, займається проєктуванням, підтримкою комп'ютерного обладнання, програм, баз даних.
- Центр геоінформаційних систем проводить дослідження в галузі геоінформаційних систем, працює над створенням національної геоінформаційної мережі.
- Центр дистанційного зондування збирає й обробляє супутникові знімки, проводить дослідження в галузі дистанційного зондування.
- Комерційний офіс організовує співпрацю між Інститутом космічних досліджень та іншими організаціями, займається маркетингом, збутом супутникових зображень, поширенням технічної інформації.

## Діяльність
Інститут космічних досліджень брав участь в розробці кількох супутників:
- SaudiSat 5A, 5B[en]
- SaudiComSat-1
- SaudiGeo-1
- SGS-1[en]
- Arabsat-6A[en].